# George Andrew Reisner
Pour les articles homonymes, voir Reisner.
George Andrew Reisner (né le 5 novembre 1867 à Indianapolis, Indiana - mort le 6 juin 1942 à Gizeh en Égypte) est un égyptologue américain.

## Biographie
Il étudie à Harvard, puis se rend à Berlin, où il étudie les langues sémitiques et l'égyptien hiéroglyphique. À trente ans, il arrive en Égypte, où il dirige plusieurs expéditions pour le compte d'universités américaines. Il va fouiller inlassablement, mettant au jour les fameuses triades de Mykérinos (exposées au musée égyptien du Caire et au musée de Boston). Il est principalement connu pour ses fouilles à Gizeh, en Nubie, à Deir el-Ballas et Naga ed-Der (papyrus Reisner).
Il est le premier à identifier des cultures autochtones lors de ses prospections en Nubie et les nommes par des lettres de l'alphabet. Les groupes A et C désignent les plus anciennes cultures en relation directe avec l'Égypte. Il effectue des fouilles au sein des nécropoles royales de Kerma, Napata et Méroé.
Il a enseigné à Harvard à partir de 1914, et a publié, entre autres :
- Excavations at Kerma (1923)
- The Tomb of Hetep-Heres, the mother of Cheops (1942-1955)

## Chronologie de ses travaux
- 1897–1899 : Étude des collections du musée égyptien du Caire.
- 1899-1905 : Direction de l'expédition Hearst de l'université de Californie pour explorer les lieux de sépulture et les environs de Qift.
- 1905 : Étude et publication du papyrus médical Hearst.
- 1905-1914 : Professeur adjoint d'égyptologie à l'université Harvard.
- 1907-1909 : Réalisation d'étude archéologique de la Nubie nilotique pour le gouvernement égyptien.
- 1910-1942 : Conservateur des collections égyptiennes au musée des Beaux-Arts (Boston).
- 1914-1942 : Professeur d'égyptologie à l'université Harvard.
- 1916–1923 : Étude des pyramides de Méroé, et du temple de Napata.
- 1931 : Rédaction de Mycerinus (Mykérinos ~ Menkaourê).
- 1942 : Publication de son dernier travail, A History of the Giza Necropolis.

## Publications
- Mycerinus, the temples of the third pyramid at Giza, Cambridge, Haward university press, 1931.
- The development of the egyptian tomb down to the accession of Cheops, Cambridge, Haward university press, 1936.
- A history of Giza necropolis, I, Cambridge, Haward university press, 1942.
- Avec W.S. Smith, A history of Giza necropolis, II, The tomb of Hetep-Heres, The mother of Cheops, Cambridge, Haward university press, 1955.